# Ludwig Frank (Mediziner, 1863)
Ludwig Frank, auch Louis Frank (* 24. Juni 1863 in Memmelsdorf in Unterfranken; † 1935 in Zürich) war ein Schweizer Arzt und Psychiater. Er war Leiter der Irrenanstalt Münsterlingen, Thurgau, später Arzt für Nerven- und Gemütskrankheiten in Zürich. Als seinen Lehrer nennt er Prof. August Forel, Zürich, dem er sein Buch „Affektstörungen“ widmet.

## Leben
Ludwig Frank propagiert Anfang des 20. Jahrhunderts ein psychokathartisches Modell der Psychotherapie, wie es maßgeblich von Josef Breuer in den Studien über Hysterie (1895) formuliert und am Beispiel seiner Behandlung von Bertha Pappenheim (Pseudonym: „Anna O.“) beispielhaft erläutert worden ist: In Hypnose werden die Patienten angeregt, Assoziationen und Erinnerungen zum Ursprung ihrer jeweiligen Symptome aufsteigen zu lassen. In seinem Behandlungsmodell implizit enthalten ist ein aufmerksames Interesse von therapeutischer Seite für die Zusammenhänge, ein empathisches Einfühlen in die emotionalen Nöte der Betroffenen in der Situation des Traumas. Das Aussprechen der Einzelheiten im Beisein dieses einfühlsamen, resonanzgebenden Zeugen führt zur Entlastung der Betroffenen und zu einem Verschwinden der Symptome. Frank schildert hierzu eine Fülle von plastischen, überzeugenden Beispielen.

## Moderne Variante des Ansatzes
Der Ansatz von Breuer und Frank hatte, trotz der überzeugenden Fallbeispiele, wenig Resonanz gefunden. Erst in jüngerer Zeit wird in der Traumabehandlung nach der Methode der IRRT (Imagery Rescripting & Reprocessing Therapy) von Mervin Smucker ein ähnlicher Ansatz gewählt, bei dem auch von teilweise erstaunlich raschen Erfolgen berichtet wird. Die Methode versteht sich als kognitive Verhaltenstherapie. Smucker regt die Betroffenen an, sich in entspanntem Zustand die Situation der Traumatisierung möglichst lebhaft, mit möglichst vielen Gefühlsqualitäten, vorzustellen. Dann sollen die Klienten – in der Situation, die emotional mit der größten Spannung verbunden ist – imaginieren, dass sie mit ihrem jeweiligen „heutigen Ich“ das Szenario betreten. Sie sollen, ihren spontanen Impulsen folgend, so lange – stellvertretend für das jeweilige „damalige Ich“ – mit den anderen Beteiligten imaginativ interagieren, bis für das „damalige Ich“ die Situation gut aufgelöst ist (Rescripting & Reprocessing). Am Ende steht der Trost des „damaligen Ichs“ durch das „heutige Ich“.

## Veröffentlichungen
- 1910: Die Psychanalyse [sic!], ihre Bedeutung für die Auffassung und Behandlung psychoneurotischer Zustände. (Vortrag, gehalten in der Versammlung schweizerischer Psychiater in Zürich am 21. November 1909.) Verlag von Ernst Reinhardt, München 1910.
- 1913: Affektstörungen. Studien über ihre Ätiologie und Therapie. Julius Springer Verlag, Berlin 1913
- 1920: Seelenleben und Erziehung. Grethlein & Co. GmbH, Zürich und Leipzig 1920.
- 1922: Seelenleben und Rechtsprechung. Grethlein & Co. GmbH, Zürich und Leipzig 1922.
- 1926: Vom Liebes- und Sexualleben. Georg Thieme Verlag, Leipzig 1926.
- 1927: Die psychokathartische Behandlung nervöser Störungen (Psychoneurosen - Thymopathien) für Ärzte und Studierende. Georg Thieme Verlag, Leipzig 1927.